# Zrínyi (önjáró löveg)
A Zrínyi rohamlöveg a Magyar Királyi Honvédség számára Magyarországon kifejlesztett és gyártott harcjármű a II. világháború idején.

## A Zrínyi rohamlöveg-család születése
1942-ben a Magyar Királyi Honvédség vezérkarában felmerült az igény egy rohamlöveg-család fejlesztésére. Ennek a fegyvernemnek a kiválóságát a német rohamlöveg-osztályok StuG III-asai által elért eredmények is igazolták. Mindazonáltal Németország kezdetben elzárkozózott attól a lehetőségtől, hogy bevált rohamlöveg típusait vagy azok gyártási jogait eladja. A Honvédelmi Minisztérium ezért két fajta önjáró lövegre adta le a rendelést: a Zrínyi I-re hosszú csövű 75 mm-es löveggel, és a Zrínyi II-re 40 M. 10,5 cm-es tarackkal felszerelve.

## A Zrínyi rohamlöveg-család gyártása
A sikeres tereppróbák után a 105 mm-es löveggel felszerelt Zrínyi II rohamlöveg sorozatgyártását 1943 tavaszán kezdték meg. A Minisztérium összesen 300 darabra adott megrendelést, melyekből 50 darabot kellett 1944 végére leszállítania a Weiss Manfréd gyárnak. Az 1945-re tervezett, nemkülönben 50 darabos Zrínyi II-es típusú rohamlövegek legyártását is megkezdték, ugyanis az így felszabaduló időt a Zrínyi I-es fejlesztésére és gyártására fordíthatták. 1943-45-ig a Zrínyi II rohamlövegből kb. 60 példány, a Zrínyi I-ből pedig egy prototípus épült a Weiss Manfréd, illetve a Ganz gyár üzemeiben.

## A Zrínyi rohamtarack a harcban
A Zrínyi II rohamtarack első példányai 1944 tavaszán az 1. Magyar Hadsereg kötelékében már a keleti fronton, Galíciában harcoltak a Vörös Hadsereg csapatai ellen. A rohamtarackok itt néhány – a háború végkimeneteléhez képest jelentéktelen – győzelmet arattak. A rohamtarackok a tordai csatában megsemmisítettek 18 T–34 típusú szovjet közepes harckocsit, míg a Zrínyi II-es típusú rohamtarackok közül csak 6 darabot tettek harcképtelenné a szovjet páncélosok. Később ezeket a rohamlövegeket Bozsoki János próbaszolgálatos zászlós rohamtarackjával elvontatta, így meg tudták javítani őket. Bozsoki zászlós tettéért megkapta a Magyar Tiszti Arany Vitézségi Érmet. A Zrínyik Budapest védelménél is kiválóan szerepeltek Billnitzer Ernő tábornok parancsnoksága alatt. A Zrínyi I-es prototípusa nem vett részt a harcokban.
A Zrínyiket a tervek szerint rohamtüzérosztályokba szervezték volna. Egy ilyen osztály három ütegből állt (ütegenként 10 harcjárművel), valamint a háromból kettő 7,5 cm-es Zrínyi I-es rohamlövegekkel, a harmadik pedig a 105 mm-es Zrínyi II rohamtarackokkal lett volna ellátva, ezen kívül a rohamlövegosztály törzse is kapott volna 1 db parancsnoki Zrínyit, így egy rohamtüzérosztály 31 járműből állt volna.
Első körben nyolc rohamtüzérosztály került felállításra (1., 7., 10., 13., 16., 20., 24. és 25.) 1943-44 folyamán, de a gyártás lassúsága miatt 1944-re csak az 1. és 10. rohamtüzérosztályokat tudták Zrínyikkel ellátni, ezeket sem mindig a hadrendben előírt mennyiséggel vagy típusokkal (az 1. rto. csak a 2. és 3. ütegével indult Galíciába; 75 mm-es rohamlövegek hiánya miatt pedig minden üteg az itt tárgyalt 105 mm-es tarackos változatból kapott).
Egyébként a 7. rohamtüzérosztályt német StuG. III rohamlövegekkel, a 20.-at, valamint részben a 16. és 24. rohamtüzérosztályokat (utóbbi kettőnek csak két-két ütegét) pedig Hetzer vadászpáncélosokkal látták el. A többi rohamtüzérosztály nem jutott semmilyen harcjárműhöz, ezért jobb esetben 7,5 cm-es gépvontatású páncéltörő ágyúkkal rendelkeztek, rosszabb esetben pedig hagyományos gyalogságként kerültek alkalmazásra.

## A végzet
1944 nyarán még töretlenül folyt a sorozatgyártás, amikor pusztító légitámadás érte a Weiss
Manfréd gyárat, és a csarnokban lévő félkész Zrínyi rohamlövegeket és a gépsorokat
megsemmisítették a bombák. A még javítható alkatrészeket a Ganz gyárba szállították, és ott újabb 6 darab rohamlöveget szereltek össze. Napjainkban csupán egyetlen Zrínyi II rohamtarack létezik a világon, ezt a Moszkva melletti Kubinkai Harckocsi Múzeumban őrzik.